# Paraguay, tierra de promisión
Paraguay, tierra de promisión  es una película en coproducción de Argentina y Paraguay, en blanco y negro, dirigida por James Bauer, guion de Remberto Giménez, filmada en 1937, pero que no fue estrenada comercialmente, que tuvo como protagonistas a Paula Achával, Maruja Pacheco Huergo y Alberto Puértolas. 
Fue la primera película que dirigió James Bauer, quien había realizado una extensa carrera en Alemania, su país natal, de donde debió huir a la llegada del nazismo. Bauer entonces intentó proseguirla en España pero solo había alcanzado a filmar una película cuando el desencadenamiento de la Guerra Civil lo llevó a su exilio americano, falleciendo en 1940 en Argentina después de haber filmado varias películas en este país. 

## La producción
Luego de la Guerra del Chaco (1932-1935), en 1937, se filmó la primera película argumental de ficción en Paraguay: “Paraguay, tierra de promisión”. Era una coproducción paraguayo-argentina, hecha en formato de 35 milímetros, con sonido.
Fue dirigida por el cineasta alemán James Bauer. El guion y la música son del compositor paraguayo Remberto Giménez.
Algunas de las secuencias de interiores fueron filmadas en la quinta de la familia Weiler, en el “Gran Hotel del Paraguay”, y en el desaparecido “Bar Vila” (Palma y Montevideo), y los exteriores se filmaron en la calle Palma de Asunción.
El rodaje de Paraguay tierra de promisión no concluyó; hay versiones mencionan que fue debido a un romance entre la protagonista argentina Maruja Pacheco Huergo, quién era casada, y su compatriota, un actor de apellido Fromiguet, con quien formaba la pareja protagónica.

## Reparto
- Paula Achával
- Maruja Pacheco Huergo
- Alberto Puértolas
- V. Fromigue
- S. Martín